# Nea Vrasna
Nea Vrasna (Řecky: Νέα Βρασνά) je přímořské město v prefektuře Soluň, je sídlem místní komunity Vrasna, a také je součástí správní jednotky Volvi. Před reformou místní správy v roce 2011 byla součástí obce Agios Georgios. Podle sčítání lidu žilo v roce 2011 ve vesnici 2 556 obyvatel. Nachází se 70 km východně od Soluně. 
V Nea Vrasně se nachází několik menších obchodů, pekáren a řeznictví a dva hypermarkety Discount Markt a Masoútēs. Dále se zde nachází čerpací stanice ETEKA, základní škola, kostel (Ι.Ναός Αγίων Κωνσταντίνου & Ελένης), fotbalové hřiště a několik restaurací, kaváren, barů hotelů a pensionů.
S Nea Vrasnou sousedí obce Asprovalta (Ασπροβάλτα), Vrasna beach (Παραλία Βρασνών) a Stavros (Σταυρός).

## Fotografie

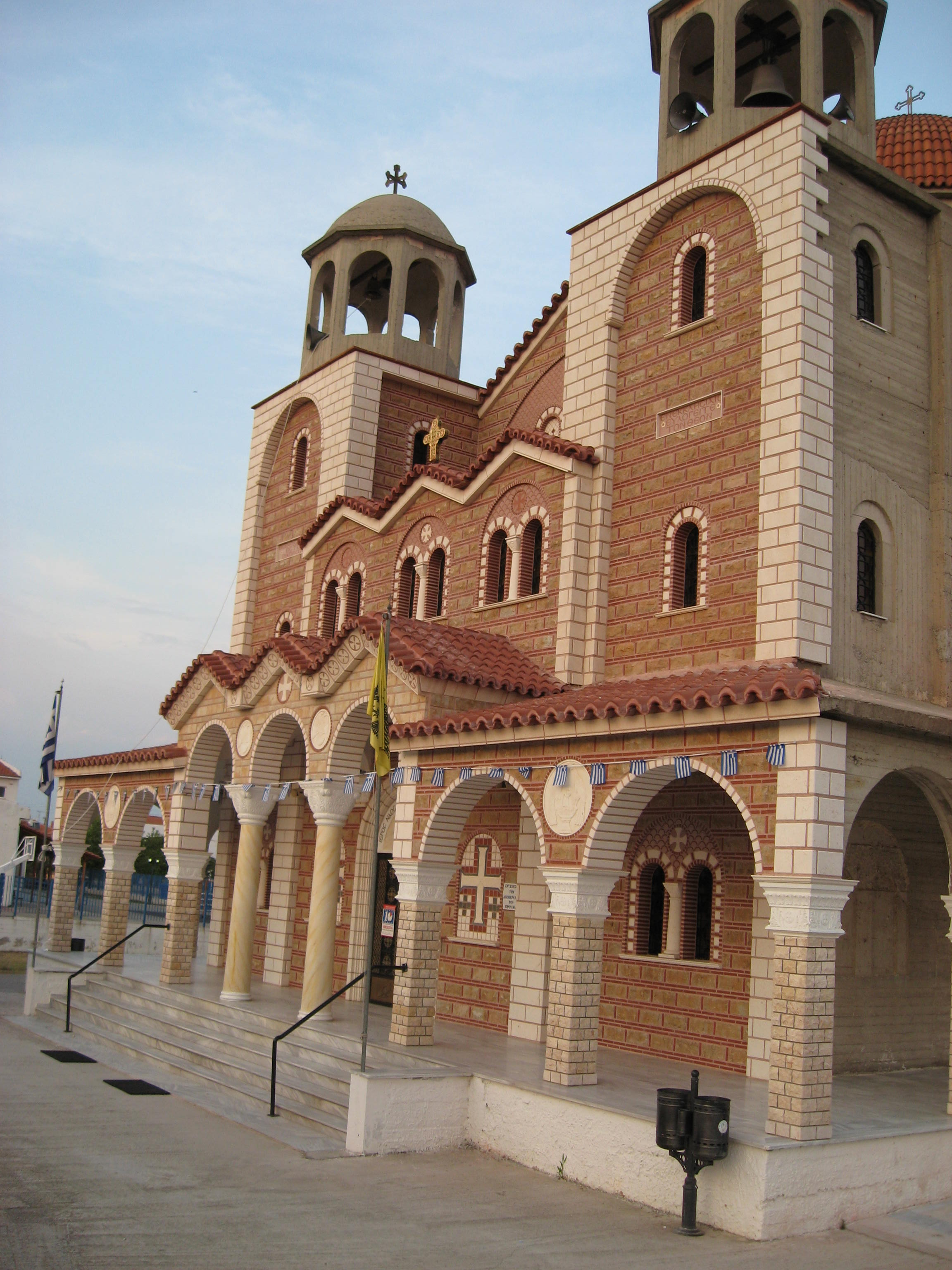
Kostel v Nea Vrasně
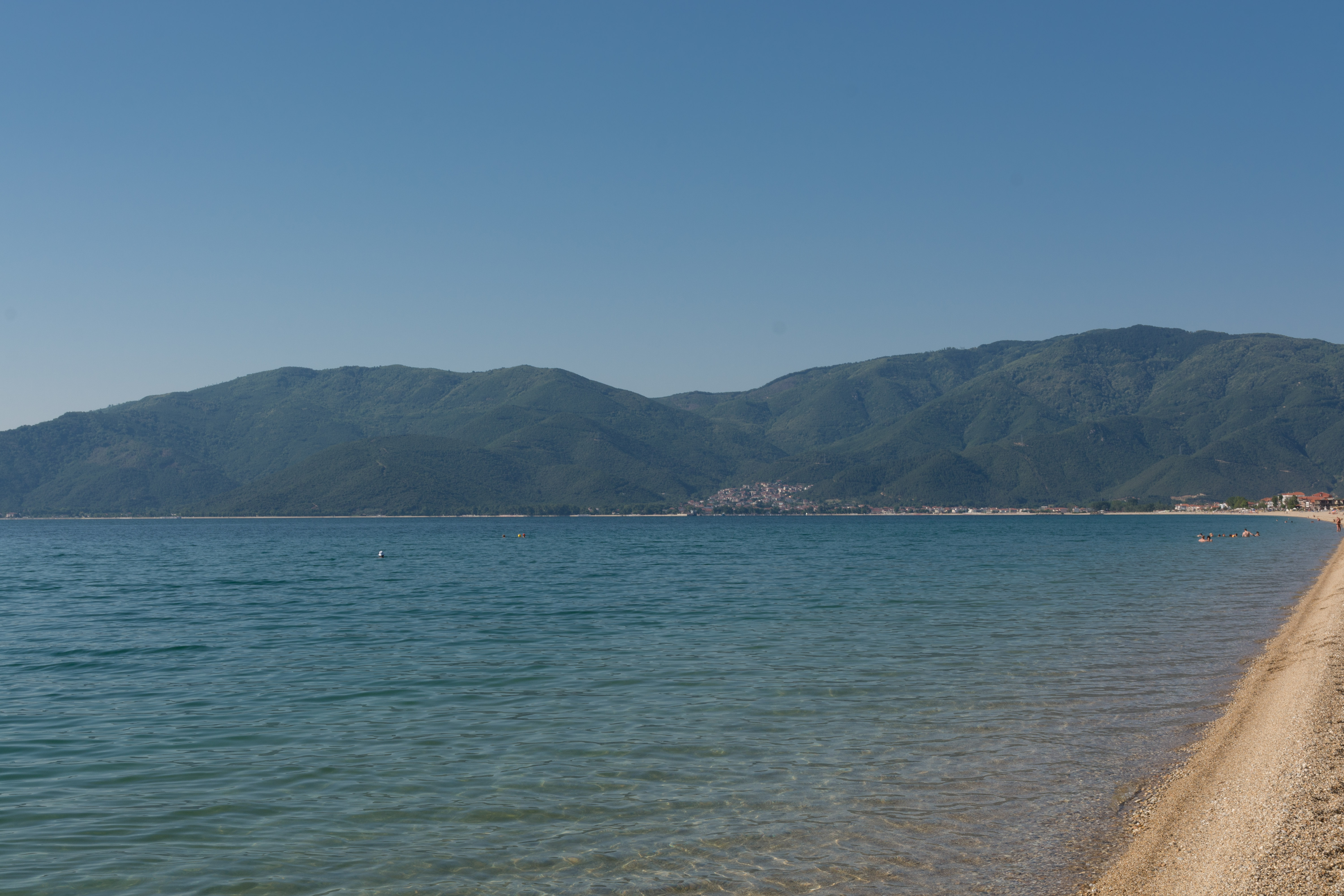
Pláž v Nea Vrasně s výhledem na Stavros